# Карл Адольф Г'єллеруп
Карл Адольф Г'єллеруп (дан. Karl Adolph Gjellerup; 2 червня, 1857 — 13 жовтня, 1919) — данський поет та письменник. Деякі його твори опубліковані під псевдонімом Епігонос (англ. Epigonos). Отримав Нобелівську премію з літератури у 1917 році «За різнобарвний та поетичний творчий доробок і високі ідеали».

## Біографія
Карл Г'єллеруп народився в Рохолті, о. Зеландія у сім'ї священика. Його батько помер, коли Г'єллерупу було 3 роки, тому родина переїхала до Копенгагена. Значний вплив на виховання хлопчика та його світогляд мав його двоюрідний дядько по материнській лінії, який також був священиком і дуже освіченою людиною, який також займався дослідженням писемних пам'яток. Середню освіту здобув у Херслевській школі, яку закінчив у 1874 році з відзнакою. Ще у школі у Г'єллерупа виникла здатність до літератури. Так, після її закінчення він написав дві п'єси: «Сципіон Африканський» і «Арміній», але жодна з них не була опублікована.
Відразу після закінчення школи Г'єллеруп, наслідуючи сімейну традицію, вступив до Копенгагенського університету на факультет богослов'я. Але, захопившись новими радикальними течіями та тлумаченнями Біблії та дарвінізмом, він став атеїстом. У художній літературі найбільшого впливу на нього здійснили твори Канта, Шиллера та Гете.
Після закінчення університету в 1878 році Г'єллеруп розпочав активну творчу діяльність. У тому року опублікував свій перший роман «Ідеаліст». У наступні роки написав кілька новелів, таких як «Сіль-мажор», «Ромул» та інші.
У 1883 Г'єллеруп отримав невелику спадщину, яка дозволила йому здійснити подорож Німеччиною, Швейцарією, Італією, Грецією та Росією. Під час подорожі Італією, в Римі брав уроки малювання у шведського художника Юліуса Кронберга. Під час подорожі Росією він був зачарований слов'янським реалізмом Тургенєва, який був відомий описом побуту селян.
З 1885 по 1887 рік письменник жив у Дрездені. У цей час він одружився з Ганною Кароліною Хойзінгер, опублікував ще кілька успішних поем та п'єс, серед яких поема «Таміра», трагедія «Хагбард і Сігне» та збірка поезії «Книга моєї любові».
З 1892 він остаточно оселився разом із сім'єю в Дрездені і писав вже німецькою мовою. Твори цього періоду — «Пастор Морс», «Млин» та інші. Трохи згодом з його творчість почали впливати ідеї буддизму, який Г'єллеруп почав вивчати у другій половині 1890-х гг.
У 1917 році письменнику було присуджено Нобелівську премію з літератури. Велику роль цьому зіграли політичні мотиви, оскільки сама Швеція хотіла підтвердити свій нейтралітет стосовно Німеччини та близькість відносин із Данією. Хоча самі данці не вважали Г'єллерупа своїм співвітчизником.
Г'єллеруп помер неподалік Дрездена в 1919 році. Поступово інтерес до його творчості згас.

## Твори
- Ein Idealist (1878)
- Minna (1889)
- Der Pilger Kamanita (1906)